# 荒野の決闘
『荒野の決闘』（こうやのけっとう、My Darling Clementine）は1946年のアメリカ映画。ジョン・フォード監督による西部劇映画の古典的な作品である。主演はヘンリー・フォンダ。OK牧場の決闘を題材としている。詩情溢れる西部劇の傑作として名高い。

## 概要
ジョン・フォード監督作品の西部劇映画の中でも『駅馬車』と並んで、最高傑作と評されている。『駅馬車』が動の西部劇なら、『荒野の決闘』は静の西部劇との声もある。また、平和でのどかな“#日曜日の朝”の描写は秀逸。
同一事件を扱った他の映画作品とは違い、アクション映画というよりも、ドラマとしての色彩が強い。無法の街が平和を取り戻す過程に、東部から恋人の跡を追ってきたクレメンタインの想いと、ドク・ホリディの心情、その情婦チワワのやりきれなさ、クレメンタインに対するワイアット・アープの淡い恋心等を絡めて、西部開拓時代の様子が風情豊かに描かれている。
日本でのリバイバル公開の際には「いとしのクレメンタイン」というサブタイトルがついたが、実はこちらが原題である。
実在のガンマン、ワイアット・アープ本人からの聞き書きを基に、スチュアート・ナザニエル・レイクが著した半生記『ワイアット・アープ フロンティア・マーシャル』(邦題：『ワイアット・アープ伝 : 真説・荒野の決闘』)を原作とする、3度目の映画化作品。
- 1作目、Frontier Marshal(1934)邦題『国境守備隊』。ジョージ・オブライエン主演[3]。
- 2作目、Frontier Marshal(1939)日本未公開。ランドルフ・スコット主演[4]。
  - フォードは、この1939年版を観て『荒野の決闘』を撮る気になった。この2作目は、スチュワート・N・レイクの原作をもとに脚本家のサム・ヘルマンが書いたストーリーをもとにしている。『荒野の決闘』もこのサム・ヘルマンのストーリーをもとにしているため、両作品の基本的なプロットはほとんど同じとなっている。架空の人物である二人のヒロインも役名は違うがほぼ同様に登場する。『荒野の決闘』は３作目ではあるが、２作目の1939年版のリメイク作品という性質が強い[5]。

ジョン・フォードはまだ駆け出しの頃に、撮影所を訪ねた晩年のアープと実際に会ったことがあり、そのとき本人から聞いた話のとおりに本作を作ったというエピソードがある。しかし、実際には『荒野の決闘』の人物設定やストーリー展開は史実からの乖離が非常に大きい。
この映画の舞台はアリゾナ州のメキシコ国境近くのトゥームストーンであるが、撮影場所はそこから北へ約770kmのユタ・アリゾナ両州にまたがる、ジョン・フォード西部劇定番のモニュメントバレーである。モニュメントバレーはナバホ族居留地内にあり、フォードは25万ドルかけてそこにトゥームストンの町をそっくりセットとして建設し、長期ロケによる撮影に及んだ。
このため、撮影現場は実際に「荒野に孤立した町」となり、戸外でのショットの際、通りの彼方や建物と建物の間に、果て無く広がる荒野や奇岩が入ることになった。手前から奥まで縦に通った構図に、霧や砂埃が風で運ばれる様子や雲の様、遥か彼方を進む馬車隊などが自然に映り込む事により、空気感が増しリアリティや詩情が醸し出されている。また、一般の西部劇ではあまり見られない、荒野側から見た孤立した町の様子や、町と荒野の境目の情景が描かれている。当然、主要な建物の位置関係にも破綻が無い。フォードはさらにBGMの使用を極力廃し、自然の音を優先することにより画面の現実感を引き出している。
トゥームストンのセットは、撮影終了後もナバホの部族会議に寄付されるかたちで残されたが、1951年になって処分された。

## ストーリー

### 牛泥棒

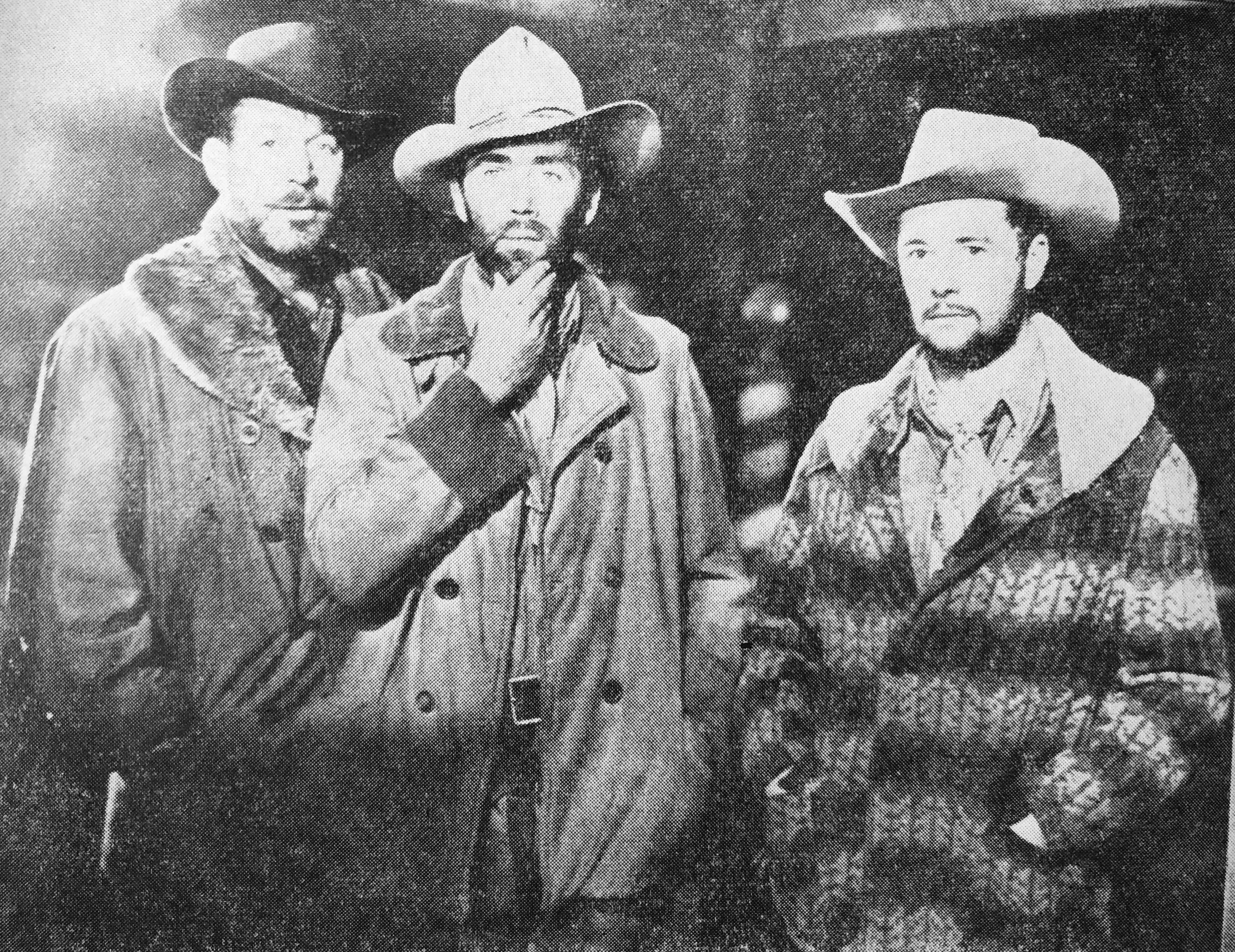
左からモーガン、ワイアット、ヴァージル

ワイアット、モーガン、ヴァージル、ジェームズのアープ兄弟は、牛追いとなってカリフォルニアまで牛の群れを運んでいた。途中の荒野で、クラントン一家の当主オールド・マン・クラントンと長男のアイクに出会う。牛を売れと執拗にもちかけられるが、ワイアットは断った。近くにトゥームストンという町があることを教わり、今晩行ってみようと答える。
その夜、街の近郊で野営をしていたアープ兄弟は、四男のジェームズが買った純銀の首飾りをネタに談笑していた。彼を故郷で待っている婚約者のコリー・スーへの土産なのだ。三人は若年のジェームスひとりを牛の群れの見張りに残し、暗雲の夜道をトゥームストンへ向かう。
夜だというのにけたたましい喧騒に満ちたトゥームストン。到着した三人は、理髪店に向かう。早速髭を剃ろうとした瞬間、銃声が鳴り響き銃弾が飛び込んできた。泥酔したインディアン・チャーリーが、拳銃をぶっ放して暴れていたのだ。命が惜しい保安官は及び腰になり、その場で町長にバッジを返し退職を表明した。落ち着いて髭も剃れない状況に業を煮やしたワイアットは、無法者が篭城している娼館に二階の窓から侵入。頭を殴って気絶させ、引き摺り出してきた。感激した町長は、この町の保安官になってくれないかと依頼する。彼はワイアットの名前を聞き、有名なダッジシティの保安官だと驚くが、ワイアットは「元」保安官だとすげなく断る。
三人が野営地に戻ってみると、牛の群れは一頭もいなくなり、末弟ジェームズの射殺体が無言で豪雨に打たれていた。

### 保安官就任

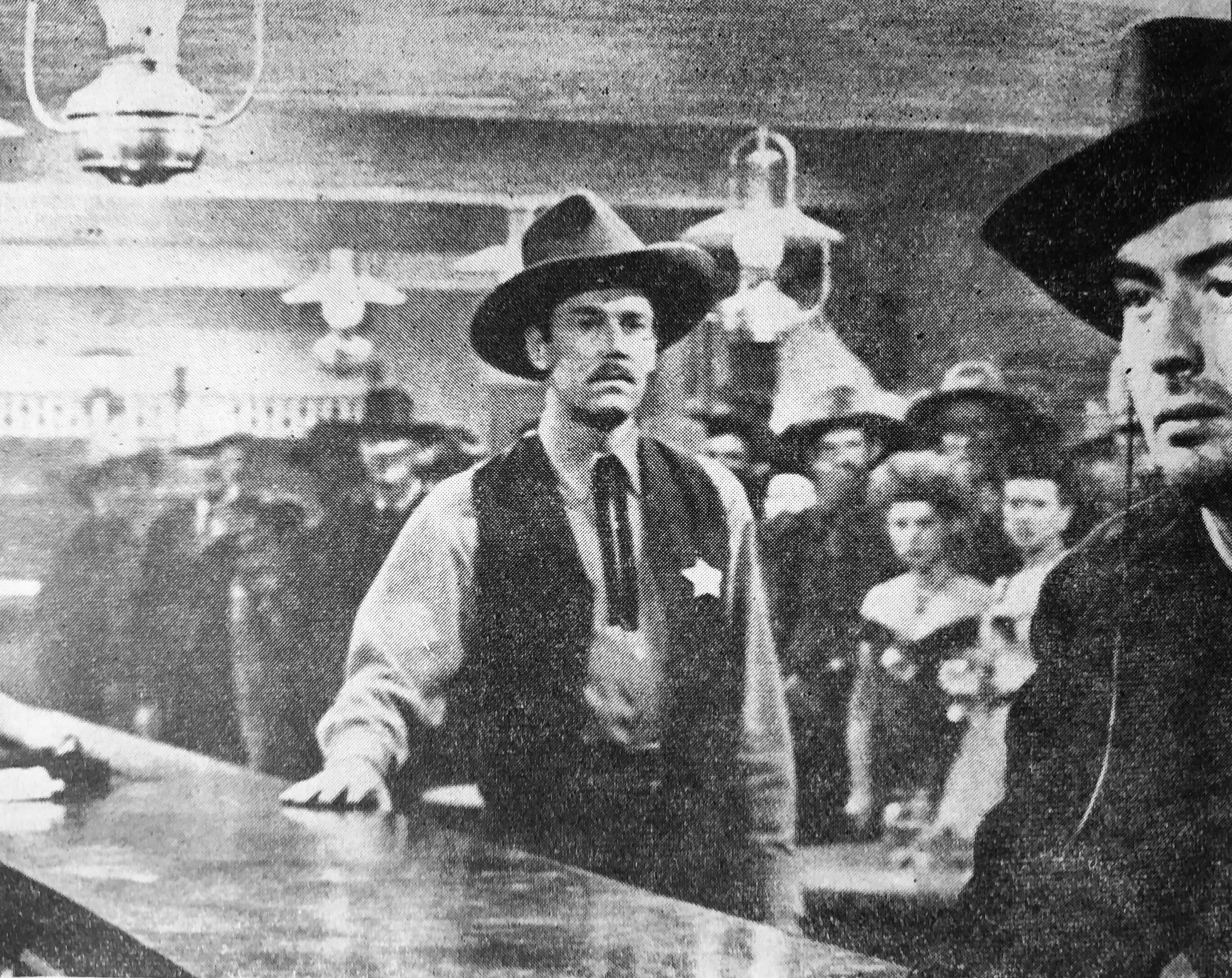
酒場にて

町に取って返したワイアットは、ホテルに住まう町長の元を訪ね、保安官を引き受ける。彼の部屋を出たアープは、ホテルの玄関で土砂降りの雨の中を来たクラントン一家とはち合わせた。ランプの灯りの下、対峙する双方。かすかに雷鳴が聞こえる。牛を盗まれたのでこの町にとどまり保安官をすると告げるワイアット。「保安官？トゥームストンで？」嘲笑するオールドマンは、ワイアットの名を聞いた途端に青ざめる。
ジェームズの墓前に額ずくワイアット。この町を出ていく頃には子供が安心して住める町にしてみせると誓う。
保安官となったアープ兄弟は、職務の傍ら消えた牛の足取りを追っていた。クラントン一家は怪しいが決め手が見つからない。
ワイアットが酒場でポーカーをしていると、酒場の歌姫チワワが「一万頭の牛がいなくなった」という歌を嫌がらせに歌いだす。さらにワイアットのカードを盗み見て賭博師に合図を送る。彼女は、賭博の元締めドク・ホリデイの情婦であり、ドクの留守中に保安官に就任したワイアットを疎ましく思っているのだ。ワイアットはチワワを水桶に突っ込んでお仕置きをする。折しも駅馬車の護衛から戻ったドクが賭博師をたたき出し、それは俺の仕事だというワイアットとの間に緊張が走る。お互いを牽制し合い一時は一触即発の状態となるが、二人はどちらからともなく折り合い、乾杯するに至った。

### 旅役者の失踪

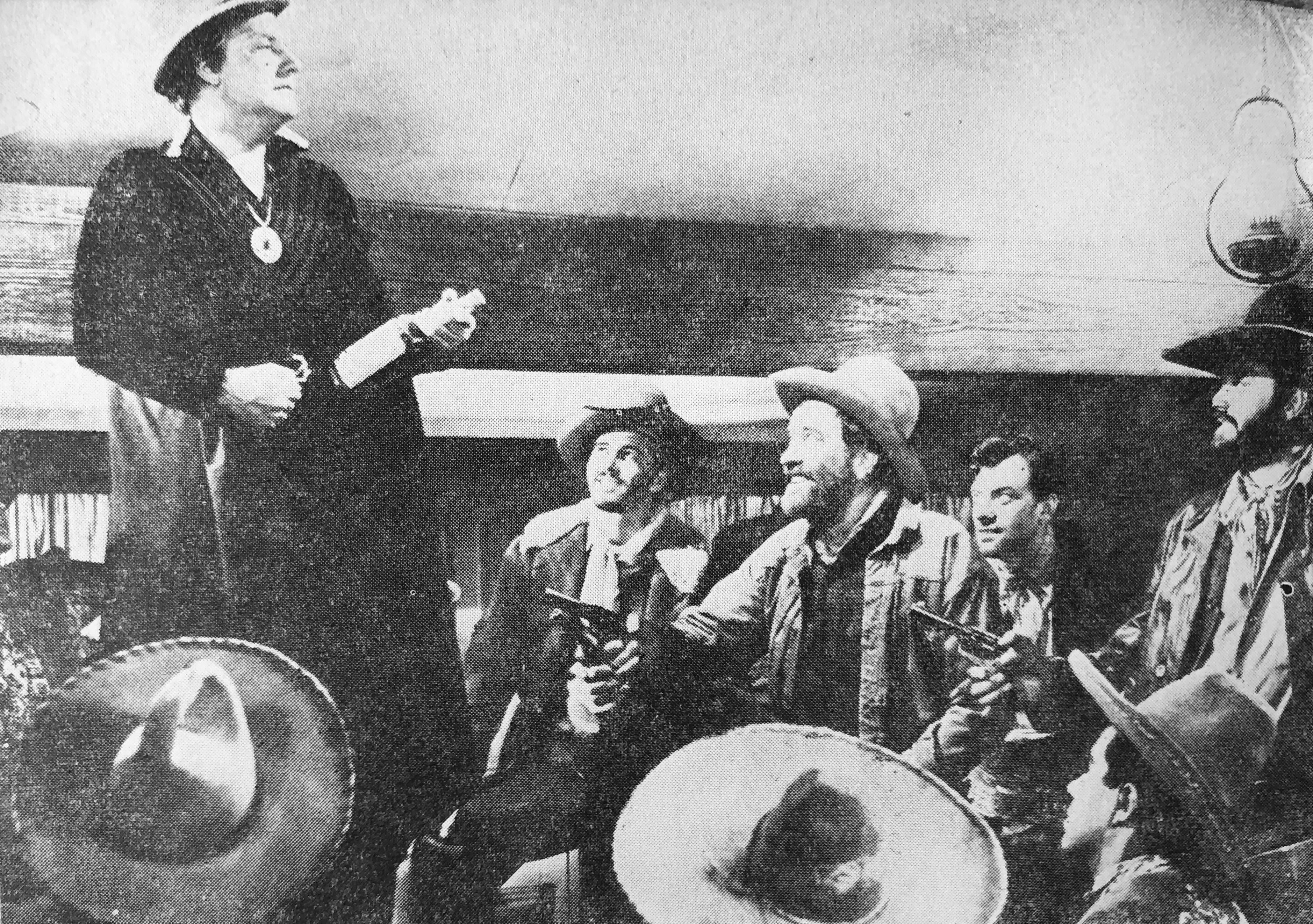
トゥームストンにやってきたシェイクスピア役者

そんな折、荒くれたトゥームストンの町に巡業のシェイクスピア役者がやってくる。町を挙げての大歓迎となるが、興業当日に行方不明となってしまう。怒り狂った住民たちは興行主をリンチしようとしてワイアットに止められる。ワイアットとドクは酒場で役者を見つけだした。クラントン一家に拉致されて芸を強要されていたのだ。銃で脅され、テーブルの上でハムレットを演じだす役者は、緊張のあまり台詞に詰まってしまう。するとそれを見ていたドクが静かに台詞の続きを語りだすのだった。だが途中で咳の発作を起こし、彼は外へと出ていってしまう。独りになったワイアットが役者を連れ帰ろうとした時、そうはさせじとアイク・クラントンが銃に手をかける。ワイアットは一瞬のうちに抜き出した銃でアイクを殴り倒し、もう一人の銃を撃ち落とした。何事かと裏から出てきたオールドマンは、息子たちの非を詫び彼らを送り出した後、鞭で激しく息子たちを殴り「……抜いたら殺せ」と呟くのであった。

### 東部から来た娘
トゥームストンの町に平和がやってきた。ワイアットは歩道上に持ち出した椅子に腰かけ、傍らの柱に足をかけて温かい日射しをあび、ぷらぷらとくつろいでいる。駅馬車が到着して賭博師が降りてくるが、町にとどまらずに次の便で発てと促されて、頷き、そそくさと去る。人影がまばらになった時、馬車から清楚な風情の娘が降りてくる。思わず椅子から立ち上がるワイアット。駅馬車の屋根に積んだ荷物が下ろせずに困っている様子を見かねて、逡巡したのちに手伝いを申し出る。彼は娘の荷物を抱え、ホテルのクロークに案内し、ルームサービスの珈琲と頼まれもしない風呂の支度まで手配する。そんなワイアットを、偶然に居合わせたモーガンとバージルが、あり得ないものを見る表情で茫然と見送る。娘の名前はクレメンタイン・カーター。恋人のドク・ホリデイを探し、はるばるボストンからやってきたのだ。彼は嘗て将来を嘱望された優秀な外科医だったが、行方が分からなくなっていた。彼女の荷物をホテルの部屋まで運んだワイアットは、廊下をはさんだ向かいがドクの部屋だと教える。彼の部屋には、額に入った医師免許状とクレメンタインの写真の入った写真立てがあった。
その夜、クレメンタインと再会したドクは彼女を拒絶する。死病の結核を患い外科医の道をあきらめて西部を流れ、幾度とない命のやり取りの末、その名を聞けば泣く子も黙る破落戸と化し、賭博の元締めへと身を持ち崩した男（この部分は史実に基づく）にとっては、所詮無理な相談なのだ。“君が帰らないなら俺がこの町を出る”と言われ、クレメンタインは仕方なく東部へ帰ることを了承した。やけになって酒をあおるドク。チワワはドクをかまおうとするが、あっちへ行って馬鹿な歌を歌ってろと冷たく拒絶される。泥酔の挙句に銃を振り回しだしたドクは、ワイアットに殴り倒されてホテルの部屋へと運ばれる。

### 日曜日の朝

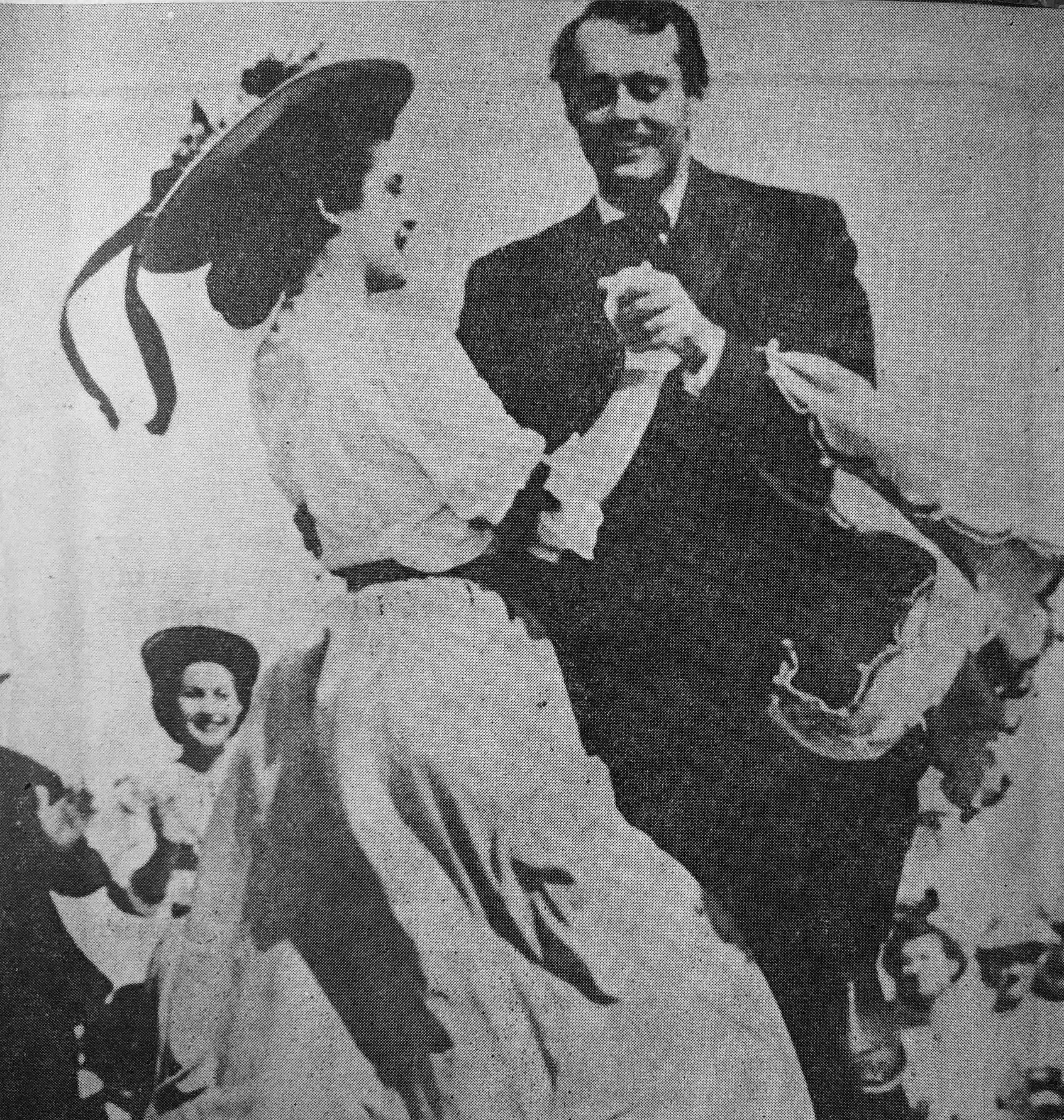
日曜日朝の教会

日曜の朝が来た。晴れやかな日射しの下、馬車に乗った人々が楽しげな音楽を奏でながらぞくぞくと町に集まってくる。ワイアットは、床屋で整髪料をべたべたにつけた七三分けにされ、香水をたっぷりと振り掛けられてしまう。本人は当惑気味だが、床屋は大満足だ。朝食をたらふく食べた弟たちはジェームズの墓参りに行くという。次々と集まる人々は彼らに故郷の日曜礼拝に向かう人達を思い出させる。バージルが「なんだかスイカズラの花のような香りがする」といいだすと、口をへの字に曲げ「……俺だ。……床屋で」と答えるワイアット。そこへ笑顔のシンプソン氏が家族を乗せた馬車で通りかかった。この集まりが教会建設の為の募金を集める集会であることを伝え、ダンスパーティへと誘う。ワイアットは治安維持の任務があるのでと丁重にお断りをする。
二日酔いの朝を迎えたドクは、床を見舞ったチワワに10日程メキシコへ行くと伝える。連れて行ってくれとせがむチワワに、それも悪くないな結婚式の準備でもさせておけとドクは答えた。
荷物をまとめたクレメンタインは、ホテルのロビーで街を去る駅馬車を待っていた。通りかかったワイアットに諦めが良すぎると引き留められるが、意思は固い。そこに風に乗ってかすかに教会の鐘の音が聞こえてくる。階段を下りてきた町長が、シンプソン氏の教会建設の目論見を嬉しそうに告げる。固かったクレメンタインの表情にも微笑みが浮かぶ。「ここの朝が好き。空気が澄んでいてきれい」深呼吸して「サボテンの花の香りが……」とつぶやく彼女に、「……私です。……床屋で」と律儀に答えるワイアット。クレメンタインからの礼拝への誘いを二つ返事で受けた彼は、彼女と腕を組んで教会へと歩き出す。ゆっくりと歩む二人を床屋が笑顔で見送る。かすかに聞こえてくる讃美歌が次第に大きくなっていく。やがて道の向こうにまだ骨組みだけの教会の塔が見えてくる。鐘が鳴っている。その下には大勢の人々が集い、声を合わせて歌っていた。
ジェームズの墓参りから戻ったモーガンとバージルは、ダンスパーティでクレメンタインと踊りまわるワイアットの姿を発見し、仰天する。
旅立ちの支度をしたドクは、ホテルのレストランで、ワイアットとクレメンタインがシンプソン氏をはじめとする街の住民たちと歓談しているところに遭遇し、悶着を起こす。クレメンタインに「君が出ていかないのなら俺が出ていく」とせまるが、ワイアットに「人を追い出すのは私の仕事だ。彼女は好きなだけここに留まる」と止められる。ドクは「話は終わりだ、今度からは銃を持ち歩け」と捨て台詞を残し、駅馬車の護衛としてツーソンへと旅立った。
チワワは、クレメンタインの部屋へ駆け込み、ドクが自分を置いて行ってしまったのはクレメンタインのせいだと彼女につかみかかる。それを止めに入ったワイアットは、チワワの胸にジェームズが買ったはずの純銀の首飾りが下がっているのに気付く。誰にもらったと尋ねられたチワワは、クレメンタインへの当てつけに、ドクからのプレゼントだと答える。ワイアットはドクの後を追った。

### 犯人を追って
ワイアットはドクの乗った駅馬車に追いついた。話を聞かず、連れ帰りたければ腕ずくでこいと息巻くドク。抜き合う二人。ドクの銃はワイアットに撃ち落とされた。町に取って返した二人はチワワの部屋のドアを叩く。だがそのとき、部屋の中にはビリー・クラントンがいた。チワワは窓から彼を出し、二人を部屋に入れる。問い詰められた彼女は葛藤するが、ドクの嫌疑を晴らすため、ジェームズの純銀の首飾りをビリー・クラントンにもらったことを白状した。しかし次の瞬間銃声が響き、彼女は倒れる。馬に飛び乗って逃げるビリーをバージルが追跡する。
チワワは重傷ですぐに手術が必要だ。ドクは酒場のテーブルとありったけのランプを集め、麻酔もない劣悪な条件下で、クレメンタインを助手に緊急手術を敢行する。
バージルと撃ち合いつつ逃げるビリーは、自宅までたどり着くが門前でこと切れる。遅れてクラントン家にたどりついたバージルは、家内に招き入れられビリーの死体を見せられる。弔意を表し辞去するバージルを、背後からオールドマンが撃ち殺した。
チワワは痛みに耐え、手術は成功した。ワイアット達とささやかな祝杯をあげ、酒場を立ち去るドクを、戸口に佇むクレメンタインが讃える。その様子を見送りながら、恋をしたことがあるかとバーテンダーのマックに尋ねるワイアット。祝杯を干し酒場を出たワイアットは、突然の銃声に襲われる。馬で駆けて来るクラントン一家。バージルの遺体を路上に投げだす。「OKコラルで待ってるぜ！」捨て台詞を吐き、駆け去って行く。

### 決戦

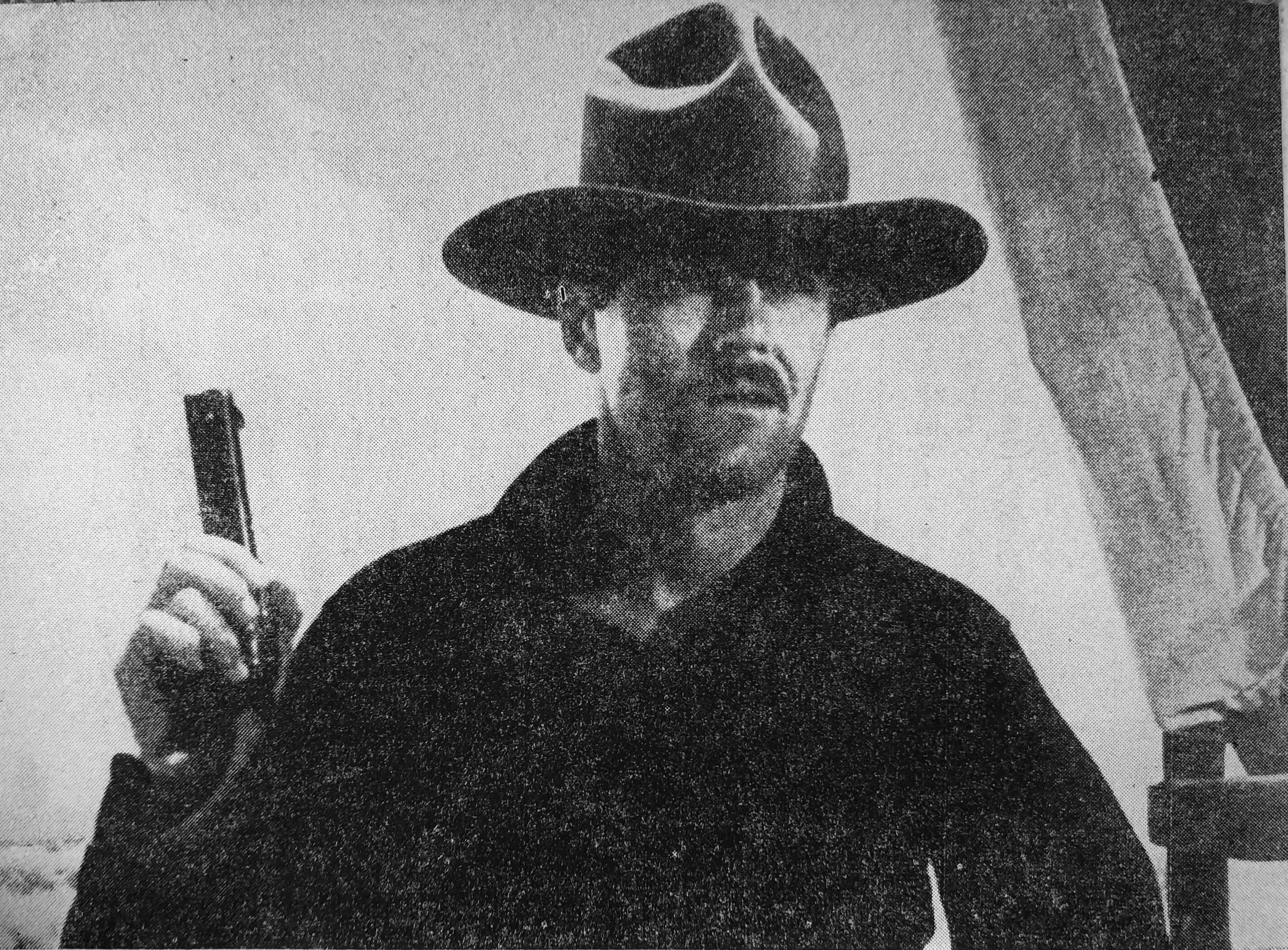
OKコラルの決闘

保安官事務所を町長とシンプソン氏が訪れる。助っ人を買って出た二人に、ワイアットは「身内のことだから……」と逡巡を見せる。
OKコラルにはクラントン一家が集結し、時の来るのを待っている。
再び保安官事務所のドアがノックされ、無表情のドクが入ってきた。「……チワワの容体は？」と問いかけるワイアットに、ドクは「死んだ。……何がドクター・ジョン・ホリデイだ」と吐き捨て、ショットガンを手にする。「いつやる？」「日の出だ」
夜明けが来た。ワイアットは、逮捕状を書き終えた町長とシンプソン氏に弾を抜いたショットガンを渡し、モーガンとドクのふりをしてもらうことにした。三人並んで大通りをOKコラルに向かう。その姿に相手が気を取られている隙に、本物のモーガンとドクは別ルートで側面へと回り込んだ。逮捕状が出たことを告げ自首を勧告するワイアットと、拒否するオールドマン・クラントン。ジェームズを殺したのは誰だとの問いかけに、オールドマンは二人とも自分が殺したと叫び返す。両者の間を駅馬車が駆け抜け、砂煙で視界が閉ざされた。その時アイクが発砲して決戦の火ぶたが切られ、“OK牧場の決闘”が始まった。
間髪入れぬワイアットの応射でアイクは倒れる。ドクは柵を乗り越えようとして咳の発作を起こし被弾する。モーガンは乱射せざるを得なくなるが、ワイアットが駆け抜けながらサムを撃ち倒す。柵にすがり身を起こしたドクはフィンを射殺してこと切れる。一人残ったオールドマンは小屋に追い詰められた。降伏の勧告に従い銃を捨てて出てくる。悲痛な声で息子たちの名を叫ぶオールドマン。みんな死んだと冷たく告げるワイアット。「お前は殺さん。せいぜい長生きしてもらう。俺達の親父の気持ちを味わえ。町を出て行け。流れて歩け」オールドマンは肩を落としてよろよろと歩き馬に乗る。モーガンはその様子から目を離さずに銃の弾を込め直している。去りかけた馬の歩みが止まり、オールドマンが振り向いて隠し持っていた別の銃を構えた。モーガンの連射。オールドマンは落馬し動かなくなった。戦いは終わった。柵の傍らにはドクの遺体が横たわっていた。

### 別れ

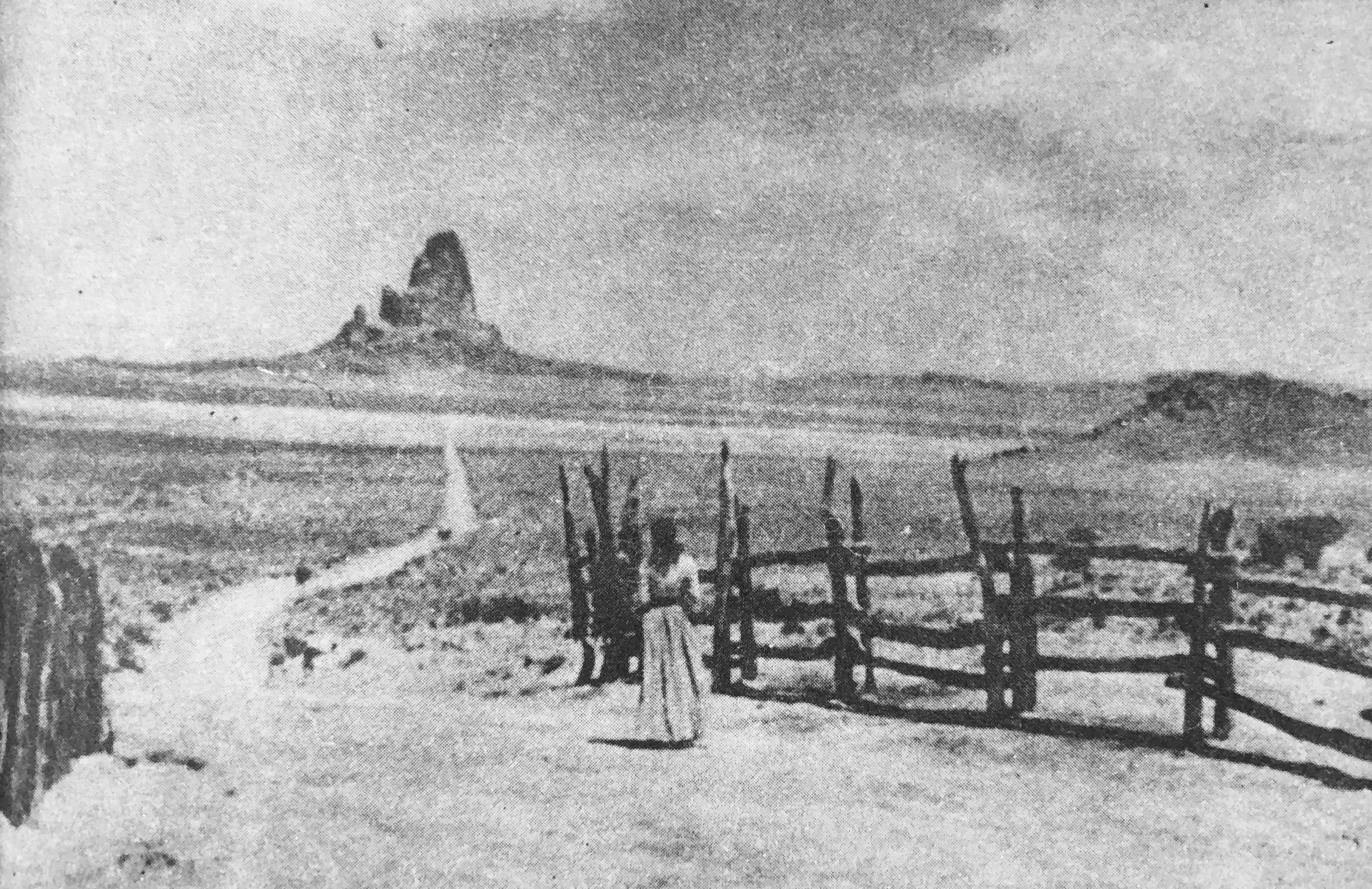
ワイアットを見送るクレメンタイン

町はずれに佇むクレメンタイン。モーガンの乗った馬車と馬に乗ったワイアットが来る。モーガンは別れの挨拶をして先に去っていく。馬を下り帽子を脱いで言葉を交わす。クレメンタインは町へ残り学校の先生になるという。一度故郷へ帰り事の次第を報告するが、また牛を追ってくるので必ず寄ると約束するワイアット。クレメンタインの頬にキスをし、握手をして馬に乗る。「実にいい名前だ。クレメンタイン」と告げ、モーガンを追う。クレメンタインは、果てしなく広がる荒野に向かい去りゆく二人をいつまでも見送っていた。

## 製作時期について
『荒野の決闘』はジョン・フォード監督の戦後第一作である。復員後一作目は『コレヒドール戦記』だが、これは戦時中に撮影まで行われており、公開前に終戦を迎えたものである。よって、太平洋戦争終結後に最初に企画された作品という意味では『荒野の決闘』がそれにあたる。
本作の公開時には、劇場にヘンリー・フォンダとビクター・マチュアの復員を迎える垂れ幕がかかった。製作開始時に、所謂「フォード一家」のエキストラたちに招集がかけられたが、その中に応じない者達が居てフォードの不興を買った。だが、実は彼らが戦死したり負傷して身動きできない者たちであることを知らされ、フォードはひどく落ち込んだ、というエピソードが残されている。
『荒野の決闘』では、作中で多くの登場人物が各々の大切な人を失っていく。弟を二人まで亡くすワイアット。愛人を救えず死なせてしまうドク。全ての息子を殺されるオールドマン・クラントン。やっと再会した婚約者を失うクレメンタイン。そういった遣り場のない喪失感を描く一方で、一見その対極に見える、治安を回復した保安官に対する住民たちの感謝や、教会建設のためのダンスパーティの歓喜に包まれた住民たちの描写など、明るくのどかでしみじみとした平和な情景も丹念に描かれる。この両者が一体となって生み出される詩情は、「多くの犠牲を払って得た平和」を示唆しており、「太平洋戦争終結直後」という製作時の時代背景が密接に反映していると思われる[要出典]。

## 非公開試写版について
非公開試写版（ラッシュフィルム）とは、ディレクターズカットから劇場公開版を作成する過程で、社内関係者のみの試写用に編集した版のことである。通常は劇場公開版完成後廃棄される。
『荒野の決闘』の場合、劇場公開版作成にジョン・フォードが関与していない為、非公開試写版がディレクターズカットに近い版として意義を持つことになる。
発見された非公開試写版に残っている映像から想像するに、ディレクターズカットは街の治安回復やワイアットと住民たちの関わりに重点を置いた作りになっていたと思われる。それに対し、劇場公開版はクラントンとの対決部分を強調した活劇色やヒーロー性の強い物語に感じられるよう編集されている。

### 製作過程
- 1945年11月1日、ジョン・フォードから本作の企画が呈示される。
- 1946年春、撮影。
- 同年6月24日、製作総指揮のダリル・F・ザナックは、ジョン・フォード編集のディレクターズカットを観て不満を抱く[22]。
- 同年7月、ザナック自身が再編集に着手。ディレクターズカットからの30分の削除と追加撮影を決定。ロイド・ベーコンによる追加撮影が行われた。
- 同年9月、ラストのキスシーンをスタジオで追加撮影。
- 同年10月16日、初上映。

### 主な変更点
- 要所要所への劇的なBGMの付加。[23]
- クローズアップカットの追加。
- ジェームズの婚約者名の変更。ナンシーからコリー・スーへ。[24]
- ワイアットがジェームズの墓参をするシーンの撮り直し。クローズアップ追加。生没年変更。没年齢を20歳から18歳へ。[25]
- ドク初登場直前に、ビリー・クラントンがチワワを口説いているシーンの削除。[26]
- 会話の短縮。ワイアットとドク初対面時、劇場内、クレメンタインとドクの再会シーン、手術開始前等。
- 前半部における住民たちの様々なエピソードの削除。この部分は発見されていない。
- バージルがビリーを追跡する場面におけるバージルの落馬シーンの削除。[27]
- ラスト前、ホテルの前でワイアットとモーガンが住民たちと別れの挨拶をかわすシーンの削除。[28]
- エンディングに、ワイアットがクレメンタインの頬へキスするシーンの追加。[29]

### 非公開試写版の発見
非公開試写版の存在は、1990年代の中ごろにUCLAの映画科の授業で『荒野の決闘』が使用された時、生徒が、授業の内容と教材として上映されたフィルムの内容との違いに気付いたことから発見された。それまでは、非公開試写版も単なる一般フィルムの一つとして劇場公開版フィルムに混ざって20世紀フォックスの倉庫に保管されていた。この保管時の手違いのおかげで、失われたジョン・フォードのオリジナル版にしか存在しなかった映像の一部が、再び日の目を見ることとなった。なお発見された非公開試写版はフィルム2巻目以降で、1巻目は劇場公開版しか残っていない。
日本でも、そうとは知られずに非公開試写版が劇場にかかったことがあるらしく、映画ファンの間で、ラストシーンでの「アープのクレメンタインへのキスの有無」が問題になったり、ジョン・アイアランド演じるビリー・クラントンがチワワを撃って逃げるシーンで「追跡するバージル・アープが撃たれて落馬するシーン」を記憶していた人がいたりした。
なお、20世紀フォックス発売の特別編DVDには、非公開試写版も収録されている。

## キャスト
| 役名                       | 俳優                 | 日本語吹替                                                      | 日本語吹替                                                                                       |
| 役名                       | 俳優                 | NET版                                                           | PD版                                                                                             |
| -------------------------- | -------------------- | --------------------------------------------------------------- | ------------------------------------------------------------------------------------------------ |
| ワイアット・アープ         | ヘンリー・フォンダ   | 小山田宗徳                                                      | 大塚智則                                                                                         |
| チワワ                     | リンダ・ダーネル     | 翠準子                                                          | 渡邉絵理                                                                                         |
| ドク・ホリデイ             | ヴィクター・マチュア | 内海賢二                                                        | 真田雅隆                                                                                         |
| クレメンタイン・カーター   | キャシー・ダウンズ   | 武藤礼子                                                        | 梅田未央                                                                                         |
| オールドマン・クラントン   | ウォルター・ブレナン | 槐柳二                                                          | 矢嶋俊作                                                                                         |
| ヴァージル・アープ         | ティム・ホルト       | 納谷六朗                                                        | 福里達典                                                                                         |
| モーガン・アープ           | ワード・ボンド       | 富田耕生                                                        | 高橋珍年                                                                                         |
| ジェームズ・アープ         | ドン・ガーナー       | 古谷徹                                                          | 小林悟                                                                                           |
| ビリー・クラントン         | ジョン・アイアランド |                                                                 |                                                                                                  |
| グランヴィル・ソーンダイク | アラン・モーブレイ   | 島宇志夫                                                        | 斎藤亮太                                                                                         |
| 不明 その他                | N/A                  | 勝田久 相模武 渡部猛 水鳥鉄夫 立壁和也 島木綿子 野本礼三 緑川稔 | 安芸此葉 村瀬克輝 平林正 中台吉一 西孝貴 阿南智子 南武真太郎 服部洋輔 佐伯蓮 渡辺有加里 並木薫子 |
| 日本語版スタッフ           |                      |                                                                 |                                                                                                  |
| 演出                       | 演出                 | 春日正伸                                                        | 椿淳                                                                                             |
| 翻訳                       | 翻訳                 | 宇津木道子                                                      |                                                                                                  |
| 調整                       | 調整                 | 山田太平                                                        | 恵比須弘和                                                                                       |
| 効果                       | 効果                 | PAG                                                             |                                                                                                  |
| 制作                       | 制作                 | 日米通信社                                                      | 高砂商事 （CROSS-GATE）                                                                          |
| 初回放送                   | 初回放送             | 1969年5月11日 『日曜洋画劇場』                                  |                                                                                                  |

※日本語吹替は上記の他、リバイバル公開時に制作された劇団民芸による劇場公開版も存在する。

## 評価・影響
フォードを敬愛している映画監督の黒澤明は「映画のお手本のような作品」と大絶賛し、小説家の小林信彦も本作を自身のオールタイムベストに入れて、本作にまつわるエッセイを執筆し、アニメーション監督の宮崎駿も本作を絶賛している。
深作欣二は西部劇は「フォードやハワード・ホークスよりも断然、ワイルドバンチやビリー・ザ・キッド/21才の生涯などのサム・ペキンパー作品が好き」と前置きしたうえで、本作を高く評価した。
深作作品の常連俳優の山城新伍はフォードを敬愛し、自分が死んだときに棺桶に入れてほしい映画のDVDとして本作を挙げていた。